# Kellerbier

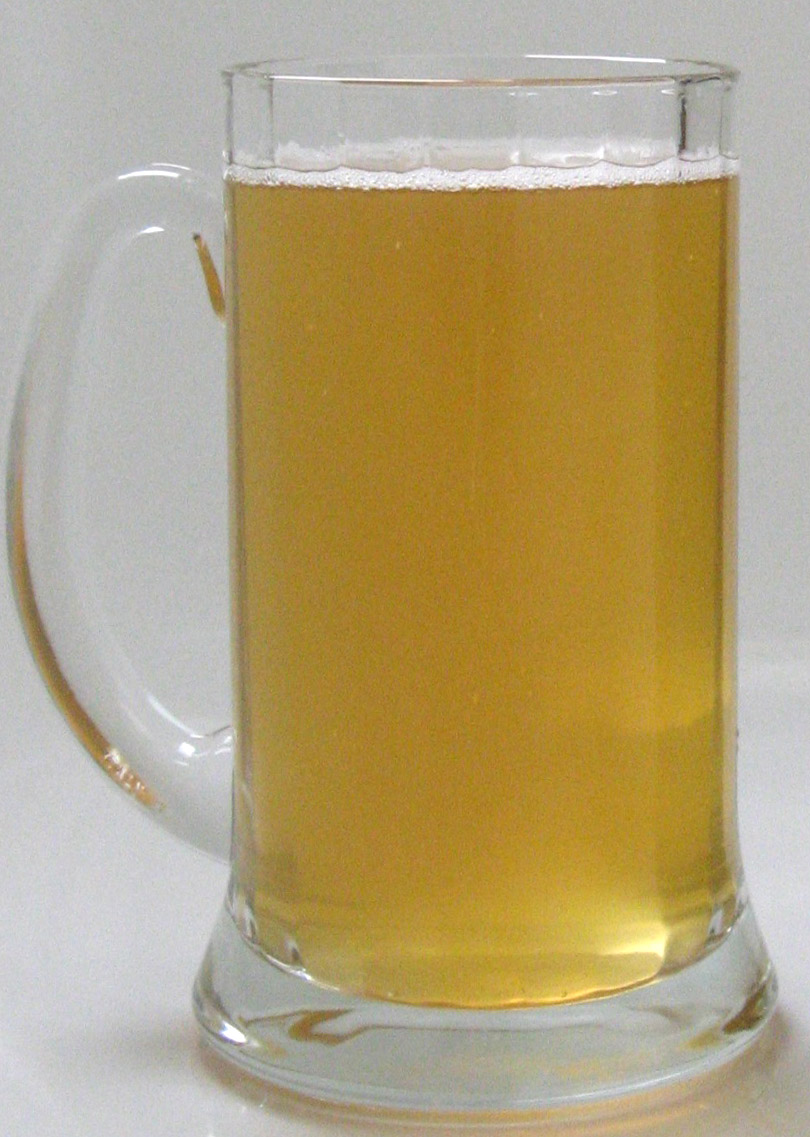
Un boccale di Kellerbier.

Kellerbier o zwickelbier (a volte chiamata anche zoigl), è uno stile di birra a bassa fermentazione, la cui caratteristica principale consiste nel fatto che il prodotto non viene filtrato. 
È reperibile anche nella variante ad alta fermentazione, col nome di Kellerweizen.

Il termine "Kellerbier" proviene dal tedesco e letteralmente significa "birra di cantina".

## Storia
La kellerbier è tipicamente prodotta in Baviera. Ancora oggi, è trattata in varie regioni della Germania, tra cui Monschau nella Renania Settentrionale-Vestfalia e Austria. Originariamente il termine zwickelbier indicava la quantità di birra prelevata dal barile tramite un tubo speciale, cosiddetto "Zwickelhahn" letteralmente "Chiavistello".

## Produzione
Dopo un tempo di maturazione relativamente breve, la birra è commercializzata senza filtrazione, metodo che le conferisce un aspetto torbido. La birra resta così molto ricca di vitamine (soprattutto B12), proteine e lievito. A causa del suo debole tasso di anidride carbonica, la kellerbier si conserva meno delle altre birre.
Il grado alcolico di una kellerbier si attesta attorno al 5% vol. in media.

## Produttori di kellerbier
- St. Georgen Bräu
- Brauerei Göller
- Monchshof
- Brauhaus Schweinfurt
- Schlappeseppl ad Aschaffenburg
- Herrnbraeu - Ingolstadt
- Aktien Brauerei - Bayreuth
- Leikeim Brauhaus - Altenkunstadt
- Norbertus Kellerbier da Allgäuer Brauhaus AG - Kempten
- Hacker-Pschorr Kellerbier a Monaco di Baviera
- Engel Keller hell a Crailsheim
- Zirndorfer kellerbier
- Ayinger kellerbier
- König Ludwig